# José Luis Sierra
José Luis Sierra Pando (Santiago do Chile, 5 de dezembro de 1968) é um treinador e ex-futebolista chileno, que atuava como meia. Atualmente está sem clube.

## Biografia
Domingo Sierra, um antigo dirigente da Unión Española, após ser convencido por um amigo, levou seu filho José Luis para uma fazer um teste na divisões inferiores do clube em janeiro de 1985 e este acabou sendo aprovado. O jovem Sierra fez sua estreia profissional contra a equipe da Universidad de Chile em novembro de 1988. Joga no clube até 1989 quando se transfere para o Real Valladolid, da Espanha. Problemas econômicos e esportivos do clube o fazem voltar à Unión Española em 1990. Em 1992 e 1993, venceu a Copa Chile com a Unión Española.
Em 1994, jogou a Copa Libertadores da América eliminando o Cruzeiro, mas sendo eliminado pelo São Paulo. Apesar da derrota, essa mesma equipe brasileira o contrata para jogar a temporada de 1995, mas não se adapta ao futebol brasileiro e retorna no ano seguinte. Em 1996, já no Colo-Colo, vence o campeonato chileno (primeira divisão) e a Copa Chile. Volta ser campeão chileno em 1997 (Clausura) e 1998 (primeira divisão). disputa pela seleção de seu país a Copa do Mundo de 1998. Em 1999, jogou alguns meses na equipe mexicana do Tigres de la UANL e retornou ao Colo-Colo. Após a quebra do Colo-Colo em 2002, retorna à Unión Española. No clube de seu coração foi novamente campeão chileno (Apertura) em 2005. encerrando sua carreira de jogador em 2009.
Na mesma Unión Española, iniciou sua carreira de treinador de futebol, onde inicialmente assumiu a equipe de juniors, e logo em seguida, o elenco principal.

## Títulos

### Como jogador
Colo-Colo
- Campeonato Chileno: 1996 (primeira divisão), 1997 (Clausura), 1998 (primeira divisão)
- Copa Chile: 1996

 Unión Española
- Campeonato Chileno:2005 (Apertura)
- Copa Chile: 1992, 1993

### Como treinador
Unión Española
- Campeonato Chileno: 2013 (Transición)
- Supercopa do Chile: 2013

 Colo-Colo
- Campeonato Chileno: 2015 (Apertura)

 Al-Ittihad
- Copa da Coroa do Príncipe: 2017
- Copa do Rei: 2018

### Prêmios individuais
- Melhor jogador Chileno em 2005.